# 雷德菲爾德 (阿肯色州)
雷德菲爾德（英語：Redfield）是一個位於美國阿肯色州傑佛遜縣的城市。

## 地理
雷德菲爾德的座標為34°26′35″N 92°11′03″W / 34.44306°N 92.18417°W，而該地的平均海拔高度為92米（即302英尺）。

## 人口
根據2020年美國人口普查的數據，雷德菲爾德的面積為8.15平方千米，當中陸地面積為8.01平方千米，而水域面積為0.14平方千米。當地共有人口1505人，而人口密度為每平方千米184人。